# Університет Джавахарлала Неру
Університет Джавахарлала Неру (англ. Jawaharlal Nehru University, JNU, гінді जवाहरलाल नेहरू विश्वविद्यालय) — центральний університет в Делі, Індія. В університеті навчається близько 5500 студентів та працюють близько 550 викладачів. До складу університету входять десять шкіл.
Університет був заснований в 1969 році парламентським декретом і названий на честь першого прем'єр-міністра Індії Джавахарлала Неру. Ініціатором створення вузу виступили дочка Неру, Індіра Ганді, і Г. Партхасаратхі, що зайняв після заснування університету посаду віце-ректора.